# Половниковка
Поло́вниковка (каз. Половников) — село у складі Костанайського району Костанайської області Казахстану. Входить до складу Айсаринського сільського округу.
Населення — 530 осіб (2021; 785 у 2009, 1095 у 1999, 1193 у 1989).